# 풍덕 황씨
풍덕 황씨(豊徳黄氏)는 개성시 개풍구역을 본관으로 하는 한국의 성씨이다.

## 참고 자료
- “풍덕황씨(豊德黃氏)의 유래”. rootsinfo. 2017년 5월 30일에 원본 문서에서 보존된 문서.
- 金光林 (2014). “A Comparison of the Korean and Japanese Approaches to Foreign Family Names” (PDF). 《Journal of cultural interaction in East Asia》 (영어) (東アジア文化交渉学会). 18면. 2016년 3월 27일에 원본 문서 (PDF)에서 보존된 문서.